# Герб комуни Бостад
Герб комуни Бостад (швед. Båstads kommunvapen) — символ шведської адміністративно-територіальної одиниці місцевого самоврядування комуни Бостад. 

## Історія
Герб було розроблено для торговельного містечка (чепінга) Бостад. Отримав королівське затвердження 1941 року.    
Після адміністративно-територіальної реформи, проведеної в Швеції на початку 1970-х років, муніципальні герби стали використовуватися лишень комунами. Цей герб був 1971 року перебраний для нової комуни Бостад.
Герб комуни офіційно зареєстровано 1974 року.

## Опис (блазон)
У срібному полі червоний трищогловий торговельний вітрильник зі шведським прапором на кормі.

## Зміст
Сюжет герба походить з печаток XVІІI-ХІХ століття.  Вітрильник символізує видобуток судноплавство.      